# Kinder- und Jugendtheater Chapeau Claque
Das Kinder- und Jugendtheater Chapeau Claque ist ein deutsches Kindertheater in Bamberg. Es ist Kulturpreisträger sowohl der Stadt als auch des Freistaates Bayern und wurde auch bei den Bayerischen Theatertagen ausgezeichnet.
Das Chapeau Claque existiert seit 1990 und firmiert mit seinen Theaterprojekten als eingetragener Verein. Eine hauseigene Bühne befindet sich in der Bamberger Grafensteinstraße, es wird aber auch an prägnanten Außenspielstätten (Altenburg, Kloster Michelsberg, Hain u. a.) inszeniert. Daneben gibt es mobile pädagogische Angebote wie Schulworkshops oder das „Spielmobil“. Seit 2006 ist das Theater Träger der Dachmarke Umweltbildung Bayern.

## Auszeichnungen
- Kulturpreisträger der Stadt Bamberg[2]
- Bürgerkulturpreis des Bayerischen Landtages  wurde für sein Engagement für die Belange von Kindern[2]
- Berganza-Preis des Kunstvereins Bamberg e.V. (2008)
- Auszeichnung als Unesco-Dekadenprojekt „Bildung für nachhaltige Entwicklung“ (2009)[2]
- „Beste Kindertheaterinszenierung“ bei den Bayerischen Theatertagen 1999[3]

## Weblink
- Website von Chapeau Claque.

## Einzelbelege
1. ↑  Kinder- und Jugendtheater Chapeau Claque. auf: bamberg.info
2. 1 2 3 4  Chapeau Claque e.V. - Kurzportrait. (Memento des Originals vom 12. Juni 2015 im Internet Archive)  Info: Der Archivlink wurde automatisch eingesetzt und noch nicht geprüft. Bitte prüfe Original- und Archivlink gemäß Anleitung und entferne dann diesen Hinweis. auf: umweltbildung.bayern.de
3. ↑  Die Geschichte von Chapeau Claque. (Memento des Originals vom 9. März 2013 im Internet Archive)  Info: Der Archivlink wurde automatisch eingesetzt und noch nicht geprüft. Bitte prüfe Original- und Archivlink gemäß Anleitung und entferne dann diesen Hinweis. auf: chapeau-claque-bamberg.de